# Мухтар Кент
Вижте пояснителната страница за други личности с името Кент.
Мухтар Кент (Muhtar Kent) е бизнесмен от турски произход, настоящ президент и главен оперативен директор на Coca-Cola Company от юли 2008 г.

## Биография
Роден е през 1952 г. в Ню Йорк, САЩ. Негов баща е Исмаил Кент, турски дипломат, генерален консул по онова време в Ню Йорк, познат още като „Турския Шиндлер“ (заради спасяването от газовите камери на турски евреи, живеещи във Франция, докато е консул в Марсилия през Втората световна война).
Завършва Американския колеж „Tarsus American College“ в град Адана, Турция през 1971 г. Заминава за Лондон, Великобритания, където учи в „Университета на Хъл“, който завършва през 1978 г. със специалност Икономика. Впоследствие завършва Административно управление в City University, Лондон.
Мухтар Кент се завръща в Турция, за да отбие редовната си военна служба. След напускането на армията заминава с 1000 щатски долара в джоба за САЩ, където живее неговият чичо.

## Кариера
Кент намира работа в компанията „Кока-Кола“ чрез обява във вестник. Обикаля почти цялата територия на САЩ, продавайки „Кока-Кола“. В този период изучава дистрибуцията, продажбите и логистиката като част от бизнеса с безалкохолни напитки.
Издигнат е за генерален директор на подразделението „Кока-Кола Турция и Централна Азия“ през 1985 година. С пристигането си отново в Турция премества главната квартира на Кока-Кола от Измир в Истанбул.
3 години по-късно, благодарение на отличните управленски резултати, е назначен за вицепрезидент на „Кока-Кола Интернешънъл“, отговарящ за бизнеса на компанията в 23 страни в регион, простиращ се от Алпите до Хималаите.
От 1989 до 1995 г. е президент на Централноевропейския отдел на компанията. Живее във Виена, Австрия до 1995 г., когато освобождава поста, поемайки „Coca-Cola Amatil-Europe“.
За 2 години увеличава приходите на компанията с повече от 50%, откривайки нови бутилиращи линии в 12 европейски страни.
През 1999 г. напуска компанията „Кока-Кола“, след повече от 20 години, отдадени на световната марка.
Завръща се в Турция, където става управляващ директор на „Efes Beverage Group“, част от „Anadolu Group“ – най-големият акционер във франчайзинга на Кока-Кола в Турция и сред най-големите бутилиращи компании в Европа. Под негово ръководство Efes се разгръща на нови територии, от Адриатика до Китай.
През май 2005 г. се завръща в „Кока-Кола“, след почти 6 години, като е назначен за главен управляващ директор за Северна Азия, Евразия и Близкия изток – позиция, която приема от председателя на Съвета на директорите и главен управляващ директор на „Кока-Кола“ Невил Исдел.
В началото на 2006 г. е издигнат на новосъздадената позиция „президент на международните операции“ на компанията. На тази позиция Кент отговаря за всички дейности на „Кока-Кола“ извън Северна Америка.
Стремителната му кариера достига своя апогей в „Кока-Кола Къмпани“, когато в края на 2007 г. е обявено, че той ще бъде новият председател на борда на директорите и управляващ директор на „Кока-Кола Къмпани“ от 1 юли 2008 г.